# (7018) 1992 DF
1992 دي أف (ويعرف أيضًا باسم (7018) 1992 دي أف وفق تسمية الكوكب الصغير) (بالإنجليزية: 1992 DF)‏ هو كويكب ضمن حزام الكويكبات؛ وترتيبه 7018 من حيث الاكتشاف.
اكتُشف هذا الجُرم الفلكي بواسطة هيروشي كانيدا في 25 فبراير 1992.

## وصلات خارجية
- (7018) 1992 DF في قاعدة بيانات مختبر الدفع النفاث لأجرام النظام الشمسي الصغيرة

- الاكتشاف · مخطط المدار ·  العناصر المدارية · المعلمات المادية

- (7018) 1992 DF على موقع ويكي سكاي: DSS2, SDSS, GALEX, IRAS, Hydrogen α, X-Ray, Astrophoto, Sky Map, Articles and images